# YouCare
YouCare est une société française et une association loi de 1901 du même nom à l'origine du moteur de recherche caritatif YouCare lancé en janvier 2019, dont l'objectif est de convertir les recherches Internet en dons pour financer des projets caritatifs choisis par ses utilisateurs.

## Histoire
La société YouCare est fondée en mai 2018 à Levallois-Perret (92300) par deux entrepreneurs français : Thomas Moreau et Charles Thiery. Leur projet est de créer un moteur de recherche « reversant 50% de son chiffre d'affaires pour financer des bonnes actions ». Selon eux, il s'agit de rendre l'engagement citoyen accessible à tous.
À son lancement en janvier 2019 et jusqu’en mars 2020, ce moteur de recherche propose une seule cause à soutenir : offrir des repas aux animaux des refuges,,. En mai 2019, YouCare déclare avoir offert plus de 120 000 repas,. Début mai 2021, il passe le cap d'un million de repas offerts aux animaux des refuges.
À partir de mars 2020, YouCare élargit son action environnementale avec le lancement de trois nouvelles actions à soutenir : la reforestation, le retrait du plastique des océans et la plantation de nouveaux récifs coralliens[réf. nécessaire].
En 2020, la start-up ouvre une page de dons pour aider les koalas touchés par les incendies en Australie, laquelle récolte 2 642 euros. Elle communique sur les évènements et actions de sensibilisation qu'elle organise, comme l'opération de nettoyage à Levallois-Perret. En janvier 2021, YouCare participe avec d’autres associations internationales au sauvetage d’une femelle dauphin, Kasya, laissée à l'abandon dans un delphinarium du Milad Tower à Téhéran.
En mars 2021, le moteur de recherche annonce que plus de 130 000 utilisateurs utilisent YouCare au quotidien et que la barre des 25 000 arbres plantés est atteinte. La société s'associe à la ville de Levallois-Perret et plante symboliquement son vingt-cinq-millième arbre au parc de la Planchette, le 31 mars 2021,.
Avec l'invasion de l'Ukraine par la Russie en 2022, l'association aide à évacuer des animaux (chats et chiens) abandonnés en Ukraine vers Levallois-Perret, afin d'y être soignés et adoptés ; elle organise également le transport de nourriture et médicaments pour animaux jusqu’à la frontière avec la Pologne,.

## Fonctionnement
YouCare reverse 50 % de son chiffre d’affaires à ses associations partenaires. Les partenaires en question sont des associations à but non lucratif. En deux ans, YouCare a versé 100 000 euros de dons à ses associations partenaires.
Le modèle économique se base sur les revenus générés par les clics sur les annonces publicitaires qui s'affichent sur les pages de recherche.